# José Matías Delgado
José Matías Delgado y León (San Salvador, 24 febbraio 1767 – San Salvador, 12 novembre 1832) è stato un politico e presbitero salvadoregno.
Insorto nel 1811 contro la Spagna e nel 1822 contro il Messico, nel 1823 fu nominato presidente dell'Assemblea costituente e dichiarò l'indipendenza di El Salvador. Propugnatore dell'erezione della diocesi di San Salvador, della quale fu nominato illecitamente vescovo dal governo e dall'assemblea costituente di El Salvador, trovò l'opposizione dell'arcivescovo Ramón Casaús y Torres.